# Santa Eulalia, Zaragoza
Santa Eulalia är en ort i Mexiko.   Den ligger i kommunen Zaragoza och delstaten Coahuila, i den norra delen av landet, 1 100 km norr om huvudstaden Mexico City. Santa Eulalia ligger 476 meter över havet och antalet invånare är 301.
Terrängen runt Santa Eulalia är platt, och sluttar österut. Runt Santa Eulalia är det mycket glesbefolkat, med 3 invånare per kvadratkilometer. Det finns inga andra samhällen i närheten. Trakten runt Santa Eulalia består i huvudsak av gräsmarker.